# Каркалайка (притока Уті)
Каркала́йка (рос. Каркалайка) — річка в Удмуртії (Красногорський район), Росія, ліва притока Уті.
Річка починається за 3 км на південний захід від присілку Каркалай (звідси і назва). Протікає на північний схід, пригирлова ділянка спрямована на північ. Впадає до Уті за 2 км на південний схід від присілку Чумаки.
Русло вузьке, долина широка. Береги майже повністю заліснені, створено ставок. Річка приймає декілька дрібних приток.
Над річкою не розташовано населених пунктів, але нижче середини збудовано автомобільний міст.
| Річка | Це незавершена стаття про річку. Ви можете допомогти проєкту, виправивши або дописавши її. |